# ميخائيل أندرسون
ميخائيل أندرسون (بالسويدية: Michael Andersson)‏ (24 أغسطس 1959 في السويد - ) هو مدرب كرة قدم ولاعب كرة قدم سويدي في مركز الوسط، شارك في الألعاب الأولمبية الصيفية 1988. وشارك مع منتخب السويد تحت 16 سنة لكرة القدم ومنتخب السويد تحت 18 سنة لكرة القدم ومنتخب السويد تحت 21 سنة لكرة القدم ومنتخب السويد لكرة القدم. أما مع النوادي، فقد لعب مع نادي غوتبورغ ونادي هاماربي لكرة القدم وHammarby IF ‏.

## وصلات خارجية
- ميخائيل أندرسون على موقع الاتحاد الدولي (مؤرشف)  (الإنجليزية)
- ميخائيل أندرسون على موقع قاعدة بيانات كرة القدم.إي يو (الإنجليزية)
- ميخائيل أندرسون على موقع ناشيونال فوتبول تيمز (الإنجليزية)
- ميخائيل أندرسون على موقع عالم كرة القدم.نت (الإنجليزية)
- ميخائيل أندرسون على موقع أوليمبيديا (الإنجليزية)
- ميخائيل أندرسون على موقع اللجنة الأولمبية السويدية (السويدية)